# Logaritmo en base imaginaria
Un logaritmo en base imaginaria es un logaritmo que tiene como base un número complejo , a +bi. Se va  a tratar el caso elemental , para i la unidad imaginaria.A pesar de que calcular este tipo de logaritmos no sea una tarea intuitiva, se puede generalizar la operación de logaritmo de base imaginaria mediante la fórmula siguiente:[cita requerida]

{\displaystyle \log _{i}(z)={{2\ln(z)} \over i\pi }.\,}

Dónde z es cualquier número complejo excepto 0.

## Demostración de la fórmula
A partir de la fórmula de Euler, sabemos que:

{\displaystyle i=e^{{\pi  \over 2}i}.\,}

Aplicando logaritmo natural en ambos miembros resulta:

{\displaystyle \ln(i)={{\pi i} \over 2}.\,}

Cambiando la base queda demostrado que:

{\displaystyle \log _{i}(z)={\ln(z) \over \ln(i)}={2\ln(z) \over \pi i}.\,}

Conviene señalar que la definición anterior es en cierto sentido convencional ya que el logaritmo tal como se ha definido anteriormente no es la única elección posible, ya que de partida se tiene:

{\displaystyle i=e^{{\pi  \over 2}i+2\pi ni}.\,\left\{\forall n\in \mathbb {Z} \right\}}

Y por tanto cabrían definiciones alternativas como:

{\displaystyle {\overline {\log _{i}^{(k)}}}(z)=2{\frac {\ln(z)}{(2k+1)\pi i}}}

## Múltiplos de basesi
Si la base es un múltiplo de i, la fórmula puede ser generalizada así:
{\displaystyle \log _{ki}(z)={{2\ln(z)} \over {i\pi +2\ln(k)}}.\,}
Dónde k es cualquier número real.
Esto puede ser demostrado como:
{\displaystyle \log _{ki}(z)={\ln(z) \over \ln(ki)}={\ln(z) \over \ln(i)+\ln(k)}={\ln(z) \over {i\pi  \over 2}+\ln(k)}={\ln(z) \over {i\pi +2\ln(k) \over 2}}={2\ln(z) \over i\pi +2\ln(k)}.\,}